# Chapa Chökyi Sengge
Chapa Chökyi Sengge (Tibetisch in Wylie-Transliteration: Phya pa chos kyi seng ge oder cha pa chos kyi seng+ge; * 1109; † 1169) war ein buddhistischer Geistlicher und Logiker. Er war Abt des Klosters Sangphu Ne'uthog.

## Schriften (Pinyin/chin.)
- Ding liang lun guang zhu 定量论广注
- Liang lun nie yi song 量论摄义颂
- Liang lun yi qu bi lun 量论摄义祛蔽论